# جرج استهام
جرج استهام (انگلیسی: George Eastham؛ زادهٔ ۲۳ اکتبر ۱۹۳۶ – درگذشتهٔ ۲۰ دسامبر ۲۰۲۴) بازیکن فوتبال اهل انگلستان بود که سابقهٔ بازی در تیم ملی فوتبال انگلستان را در کارنامهٔ خود داشت. وی در تاریخ ۸ مه ۱۹۶۳ نخستین بازی ملی خود را در مقابل تیم ملی فوتبال برزیل انجام داد و با حضور در ۱۹ بازی ملی، در تاریخ ۳ ژوئیه ۱۹۶۶ واپسین بازی ملی‌اش را در برابر تیم ملی فوتبال دانمارک برگزار کرد.
این بازیکن توانست در بازی‌های ملی، ۲ گل به ثمر برساند. وی در ٢٠ دسامبر ۲۰٢۴ در سن ٨٨ سالگی درگذشت.